# Пітер Меркус
Пітер Меркус (нід. Pieter Merkus; 18 березня 1787 — 2 серпня 1844) — сорок третій генерал-губернатор Голландської Ост-Індії.

## Сім'я
Пітер Меркус був сином пастора Жана Гаспара Меркуса († 1813 р.) і Жанни Мушон († 1828 р.). Він одружився з Вільгельміною Нікласіною Кранссен (1805-1848) в Батавії в 1830 році. Від цього шлюбу народились п'ятеро синів і чотири дочки. Також мав позашлюбну дочку.

## Біографія
Пітер Меркус вивчав право в Лейденському університеті. В 1808 році отримав докторський ступінь. В 1816 році вступив на державну службу і переїхав до Батавії. В 1822 році став губернатором Молуккських островів
Він намагався покращити становище населення, виступав за вільну торгівлю, боровся проти піратства, в 1828 році спонсорував експедицію до Нової Гвінеї.
В 1826 році Меркус став президентом Верховногу Суду Голландської Ост-Індії. В 1829 році вступив в Раду Індій. Виконував обов'язки генерал-губернатора з 1840 року. В 1843 році був офіційно затверджений на посаді. Помер 2 серпня 1844 під час подорожі до Сурабаї. 
Пітер Меркус був президентом Королівського Батавського товариства мистецтв і наук. 15 жовтня 1842 року був зареєстрований в Леопольдинській академії під номером 1505.